# Melinoessa torquilinea
Timana torquilinea là một loài bướm đêm trong họ Geometridae.